# SV Wehen Wiesbaden
SV Wehen 1926 Taunusstein e.V. (normalt bare kendt som SV Wehen Wiesbaden eller bare SV Wehen) er en tysk fodboldklub fra byen Taunusstein i Hessen. Klubben spiller i den anden bedste tyske liga, Liga 3, og har hjemmebane på BRITA-Arena. Klubben blev grundlagt i 1926.